# Edson Gaúcho
Edson Gaúcho, właśc. Edson José Valandro (ur. 6 czerwca 1955 w Caxias do Sul) – brazylijski piłkarz, grający na pozycji obrońcy, trener piłkarski.

## Kariera piłkarska

### Kariera klubowa
W 1974 rozpoczął karierę piłkarską w Aimoré. Potem występował w klubach 14 de Julho, EC Juventude, Santa Cruz, Náutico, Rio Ave i Lausanne, gdzie zakończył karierę w 1989 roku.

## Kariera trenerska
Karierę szkoleniowca rozpoczął w 1989 roku. Najpierw pracował jako asystent w Cruzeiro EC i kierował młodzieżową drużynę América Mineiro. Potem od 1995 trenował kluby Novo Hamburgo, Portuguesa (juniorzy), Operário, Comercial-AL, Botafogo-PB, Caxias, Criciúma, Paulista, Náutico, Joinville, Vila Nova, Goiás EC, Avaí FC, Atlético Goianiense, EC Juventude, Paysandu SC, Brasiliense, Remo, Asa i Anapolina.

## Sukcesy i odznaczenia

### Sukcesy trenerskie
Operário
- mistrz Campeonato Sul-Matogrossense: 1997

Criciúma
- mistrz Campeonato Brasileiro Série B: 2002

Vila Nova
- mistrz Campeonato Goiano: 2005

Paysandu
- mistrz Campeonato Paraense: 2009